# Napoleon Suchet
Louis Napoléon Suchet, II conte Suchet e II duca di Albufera (Parigi, 23 maggio 1813 – Parigi, 27 luglio 1877), è stato un politico, militare e nobile francese.

## Biografia
Figlio del maresciallo Louis-Gabriel Suchet (1770-1826), duca d'Albufera, Louis-Napoléon entrò ancora giovanissimo nell'École polytechnique e poi passò all'École d'application di Metz, uscendone come ufficiale d'artiglieria e venendo destinato all'Algeria. Tornato a Parigi, si sposò nel 1844 con la figlia di un ricco banchiere prussiano di nome Schickler, e lasciò poi l'esercito col grado di capitano nel 1848.
Il 2 giugno 1838, al posto di suo padre, venne ammesso alla camera dei pari per diritto ereditario e votò a favore della presa di potere di Luigi Filippo di Francia.
Il 13 maggio 1849 i monarchici conservatori dell'Eure lo elessero membro dell'Assemblea Legislativa. Sostenne la politica del presidente Bonaparte e si pronunciò favorevole a tutte le leggi restrittive e repressive.
Il 29 febbraio 1852 divenne deputato per la circoscrizione dell'Eure al corpo legislativo, contrapponendosi a Charles Dupont ed a Paul de Salvandy, venendo poi rieletto il 22 giugno 1857, il 1º giugno 1863 ed il 24 maggio 1869. Nel maggio del 1870 presiedette il comitato per la promozione del movimento plebiscitario. Il successo del plebiscito dell'8 maggio successivo gli valse l'insegna da grand'ufficiale della Legion d'onore.
Alla caduta dell'impero, Napoléon Suchet era sul punto di essere nominato senatore. Si presentò come candidato al senato il 30 gennaio 1876, senza però riuscire ad entrarvi.
Divenne quindi vicepresidente della Compagnia del Canale di Suez e sindaco di Vernon (Eure) (1854-1870) nonché consigliere generale dell'Eure (1848-1877).

## Matrimonio e figli
L'11 giugno 1844, Louis Napoléon Suchet sposò Malvina Eléonore Isabelle (28 agosto 1822 - 15 maggio 1877), artista e pittrice, figlia di Johan Georg Schickler (1793-1843) banchiere, e di sua moglie Davida Margaretha Angelica (1801-1884). La coppia ebbe i seguenti figli:
- Raoul Napoléon (11 maggio 1845 – 30 ottobre 1925), III conte Suchet, III duca d'Albufera, sposò il 20 gennaio 1874 Zénaïde Napoléone Louise Lucienne de Cambacérès (3 agosto 1857 - 18 ottobre 1932);
- Isabelle Marie Davida (25 dicembre 1847 - 1933), sposò il 18 dicembre 1867 a Parigi, Guy François Robert Paul du Val (1837-1886), marchese di Bonneval;
- Marie Rosine (febbraio 1856 - 29 maggio 1893)

## Araldica
| Stemma | Descrizione                                       | Blasonatura                                                                                      |
| \| \|  | Louis Napoleon Suchet Duca d'Albufera (1826-1827) | Ornamenti esteriori da duca e pari di Francia, grand'ufficiale dell'Ordine della Legion d'onore. |
|        |                                                   |                                                                                                  |